# Tammany Hall

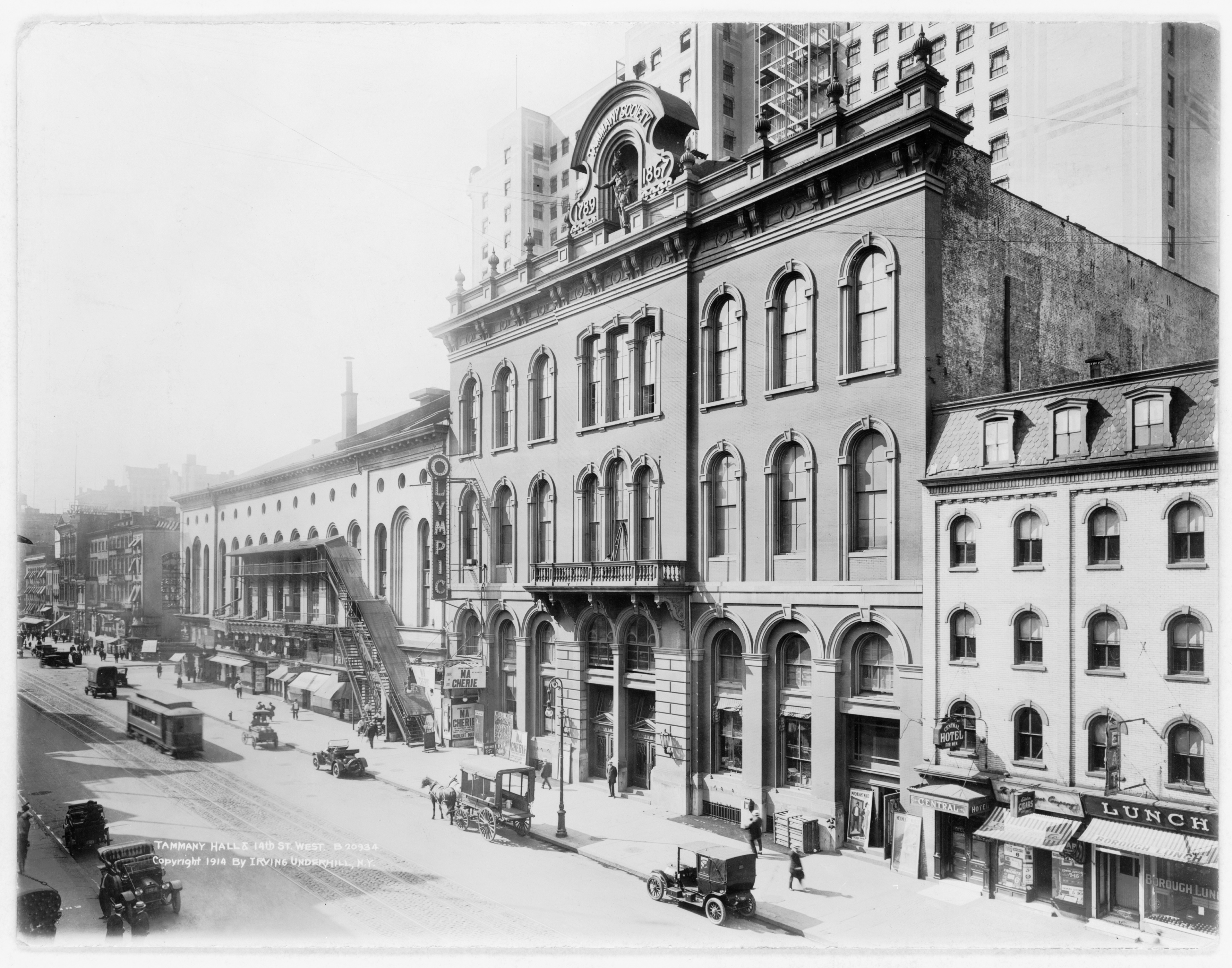
Tammany Hall på East 14th Street, New York, mellan Third Avenue och Irving Place

Tammany Hall var en partiapparat (engelska: political machine) för det demokratiska partiet i staden New York från 1790-talet till 1960-talet. Under 80 år, från 1850-talet till 1930-talet, dominerade Tammany Hall politiken i New York. 

## Bakgrund
Organisationen grundades 1789 som Tammany Society och var från början ett välgörenhetssällskap. I början av 1800-talet omvandlade Aaron Burr sällskapet till en politisk partimaskin. Tammany stödde presidentkandidaten Andrew Jackson och när han vann valen 1828 och 1832 blev organisationen en ledande kraft för demokraterna i New York City. 1830 inrättades högkvarteret på East 14th Street i en byggnad som hette Tammany Hall och därifrån fick gruppen sitt namn. Under 1830- och 1840-talen förstärkte Tammany Hall sin makt ytterligare genom att få ett starkt stöd från invandrare, speciellt irländare. Organisationen hjälpte nyanlända immigranter att få jobb, bostad och medborgarskap med mera, mot att de i utbyte skulle rösta på Tammanys kandidater. Tammany Hall blev på det sättet urtypen för de politiska partimaskiner som växte fram i USA:s storstäder.
Från 1850-talet kontrollerade Tammany Hall helt det demokratiska partiet i staden New York genom ett ytterst korrumperat bossvälde. William M. Tweeds ökänt korrupta styre (1858-1871) ledde till försök till reformer, initierade av Samuel J. Tilden, men Tammany lyckades ändå överleva. 
Först på 1930-talet försvagades organisationen, då den bekämpades av Franklin D. Roosevelt, som hade blivit president 1932, och New Yorks borgmästare Fiorello La Guardia. De sociala reformerna inom New Deal, liksom kvinnlig rösträtt och restriktioner på invandring minskade väljarnas beroende av Tammany Hall-maskinen, vilket också bidrog till nedgången. 
Trots motgångarna fick Tammany Hall en kort renässans på 1950-talet. Den leddes då av Carmine DeSapio, som ordnade så att Robert F. Wagner, Jr. blev borgmästare 1953 och så att Averell Harriman valdes till guvernör 1954. DeSapio lyckades också hindra Franklin D. Roosevelt, Jr. från att bli statsåklagare för delstaten New York. Eleanor Roosevelt, som höll DeSapio ansvarig för sin sons förlust i valet, gick ihop med Herbert Lehman och Thomas Finletter för att bekämpa Tammanys boss, och de fick honom avsatt 1961. Tammany Halls makt minskade snabbt och vid mitten av 1960-talet hade den upphört helt.

## Ledare (Grand Sachem)
| Datum     | Namn                                                     |
| --------- | -------------------------------------------------------- |
| 1789-1797 | William Mooney                                           |
| 1797–1804 | Aaron Burr                                               |
| 1804–1814 | Teunis Wortmann                                          |
| 1814–1817 | George Buckmaster                                        |
| 1817–1822 | Jacob Barker                                             |
| 1822–1827 | Stephen Allen                                            |
| 1827–1828 | Mordecai M. Noah                                         |
| 1828–1835 | Walter Bowne                                             |
| 1835–1842 | Isaac L. Varian                                          |
| 1842–1848 | Robert H. Morris                                         |
| 1848–1850 | Isaac V. Fowler                                          |
| 1850–1856 | Fernando Wood                                            |
| 1857–1858 | Isaac V. Fowler                                          |
| 1858      | Fernando Wood                                            |
| 1858–1859 | William M. Tweed och Isaac V. Fowler                     |
| 1859–1867 | William M. Tweed och Richard B. Connolly                 |
| 1867–1871 | William M. Tweed                                         |
| 1872      | John Kelly och John Morrissey                            |
| 1872–1886 | John Kelly                                               |
| 1886–1902 | Richard Croker                                           |
| 1902      | Lewis Nixon                                              |
| 1902      | Charles F. Murphy, Daniel F. McMahon och Louis F. Haffen |
| 1902–1924 | Charles F. Murphy                                        |
| 1924–1929 | George W. Olvany                                         |
| 1929–1934 | John F. Curry                                            |
| 1934–1937 | James J. Dooling                                         |
| 1937–1942 | Christopher D. Sullivan                                  |
| 1942      | Charles H. Hussey                                        |
| 1942–1944 | Michael J. Kennedy                                       |
| 1944–1947 | Edward V. Loughlin                                       |
| 1947–1948 |                                                          |
| 1948–1949 | Hugo E. Rogers                                           |
| 1949–1961 | Carmine G. DeSapio                                       |